# Akusztikus kódolás
Akusztikus kódolás egy információ hallás-hangzás útján való megjegyzése.

## Kutatások
A kutatások azt bizonyítják, hogy az információ kódolására a munkamemóriánál az akusztikus kód, a folyamatos ismételgetés az információ aktívan tartásának a legjobb módja.
Az ismételgetés különösen akkor a legjobb, ha az információ verbális tételekből (betűkből, szavakból vagy számjegyekből) áll. Így egy telefonszám megjegyzésénél a számot nagy valószínűséggel a számjegyek neveinek hangalakjaiként kódoljuk, a hangokat egészen a „tárcsázásig” ismételgetve magunkban.

## Klasszikus kísérletsorozat
Az akusztikus kódolásra irányuló klasszikus kísérletben a kutatók rövid időre egy hat mássalhangzóból álló betűsort (pl. RLBKSJ) mutattak be, és a betűk eltűnése után a kísérleti személyeknek sorban le kellett írniuk a betűket. Az egész eljárás mindössze egy-két másodpercig tartott, a személyek mégis követtek el hibákat, például az egyes betűket felcserélték a hozzájuk hasonló hangzásúakkal.
A kísérletsorozat során arra figyeltek fel, hogy amennyiben a kódok mássalhangzóból álltak, akkor a kísérleti személyek felidézési hibázásaik során mindig a valóságos célelemhez hasonló hangzású elemekre emlékeztek, még akkor is, ha a kódokat vizuálisan mutatták be. Így például a P betű helyett a V betűt idézték fel, amely hangzásra rokon, és nem az R betűt, amely vizuálisan hasonló.
Az elképzelés arra is magyarázatot ad, hogy miért nehezebb akusztikusan hasonló tételeket sorban felidézni (TBCGV), mint akusztikusan különbözőeket (RLTKS).

## Eltérő kísérlet
Egy másik kísérletben fonológiailag és szemantikailag hasonló szavak használata révén vizsgálták ezt a kérdést. A személyeknek szavakból álló sorozatokat mutattak be, amelyeket azonnal fel kellett idézniük. A szavak vagy fonológiailag hasonlóak voltak (hal, lap, nap, baj, kar) vagy fonológiailag eltérőek (kör, nagy, sír, szül, lop). A jelentésbeli hasonlóságot úgy manipulálták, hogy vagy eltérő jelentésű mellékneveket adtak vagy hasonló jelentésűeket.
Az eredmény azt mutatta, hogy a fonológiailag hasonló elemeket sokkal nehezebb volt észben tartani, mint a fonológiailag eltérőeket, ezzel szemben a szemantikai hasonlóságnak jóformán semmilyen hatása nem volt a felidézésre. Ez arra utal, hogy a kísérleti személyek az elemeket akusztikus jellemzőik és nem jelentésük alapján jegyezték meg.

## Lásd még
- Fül
- Hang
- Hangszín
- Abszolút hallás